# Beočić
Beočić es un pueblo ubicado en la municipalidad de Rekovac, en el distrito de Pomoravlje, Serbia.

## Superficie
Posee una superficie de 24,51 kilómetros cuadrados.

## Demografía
Hasta 2022 la población era de 288 habitantes, con una densidad de población de 11,75 habitantes por kilómetro cuadrado.